# Waschhaus (Bagas)

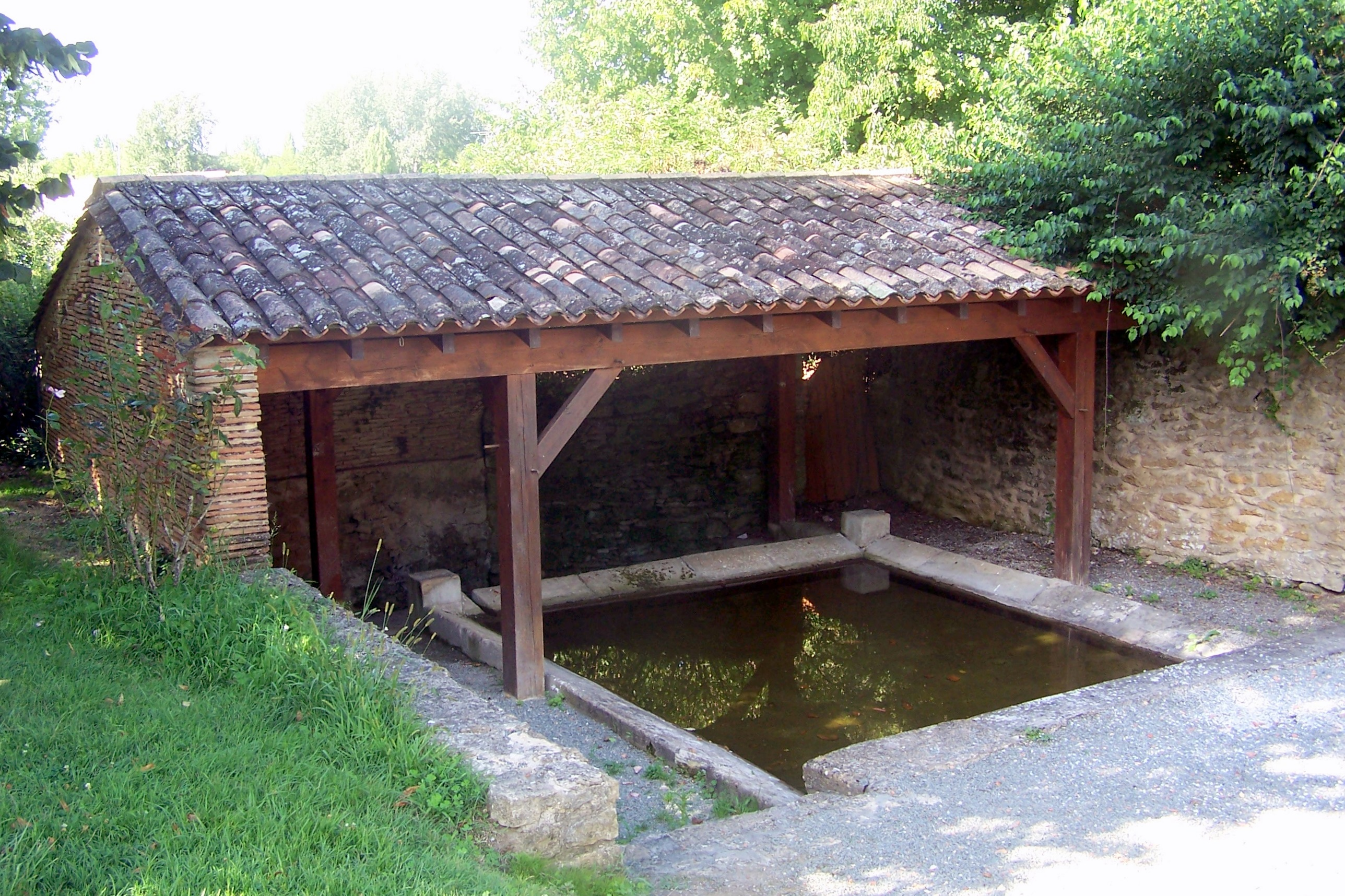
Waschhaus in Bagas

Das öffentliche Waschhaus (französisch lavoir) in Bagas, einer französischen Gemeinde im Département Gironde in der Region Nouvelle-Aquitaine, wurde Anfang des 19. Jahrhunderts errichtet.  
Das an zwei Seiten offene Waschhaus wird von einer Quelle mit Wasser versorgt. Das Satteldach ist mit halbrunden Dachziegeln gedeckt.